# Natalia Alexandrovna Pouchkina
Natalia Alexandrovna Pouchkina, comtesse de Merenberg (en) (23 mai 1836, Saint-Pétersbourg - 14 mai 1913, Cannes), est une princesse russe, épouse morganatique du prince Nicolas de Nassau.

## Biographie
Fille d'Alexandre Pouchkine et de Natalia Nikolaïevna Gontcharova, elle épouse en premières noces, en 1853, le général Michael Leontievitch von Dubelt (1822-1900), malgré l'opposition de sa mère et de son beau-père Pierre Lanskoï. De cette union sont nés trois enfants :
- Natalia (1854-1925), épouse d'Arnold Hermann Josef Johann Nepomuk Franz Xaver Leopold von Bessel (1827-1887) ;
- Leontiy (1855-1894), capitaine ;
- Anna (1861-1919), épouse d'Alexander P. Kondyrev (1855-1900).

Après avoir divorcé en 1868, elle épouse le 1er juillet de la même année, à Londres, le prince Nicolas de Nassau (1832-1905), fils du duc souverain Guillaume de Nassau et de la princesse Pauline de Wurtemberg. Le prince Georges-Victor de Waldeck-Pyrmont la crée comtesse de Merenberg (en) à la suite du mariage.
Le couple a eu trois enfants :
- Sophie von Merenberg (1868-1927), créée comtesse de Torby en 1891, épouse du Grand-duc Mikhail Mikhaïlovitch Romanov ;
- Alexandrine von Merenberg (1869-1950), épouse de Don Massimo de Elia ;
- George Nicholas von Merenberg (ru) (1871-1948), époux de la princesse Olga Alexandrovna Yourievska (fille du tsar Alexandre II de Russie et d'Ekaterina Mikhaïlovna Dolgoroukova).

## Sources
- (ru) Cet article est partiellement ou en totalité issu de l’article de Wikipédia en russe intitulé « Пушкина, Наталья Александровна » (voir la liste des auteurs).